# 子癇
子癇（しかん、ラテン語: Eclampsia）とは周産期に妊婦または褥婦が異常な高血圧と共に痙攣または意識喪失、視野障害を起こした状態である。分娩前にも分娩中にも産褥期にも起こりうる。
子癇の本質は高血圧にともなう脳組織の循環障害と機能障害であり、非妊娠個体においても痙攣や意識障害などの中枢神経症状として発症する高血圧脳症（高血圧クリーゼ）の類縁疾患である。妊娠に伴って発症した高血圧疾患を妊娠高血圧症候群といい、単に高血圧を伴う場合（妊娠高血圧）と、高血圧蛋白尿が合併した状態（妊娠高血圧腎症）に分類されるが、子癇発生のリスクは妊娠高血圧腎症の方が高い。なお、妊娠高血圧腎症は英語ではpreeclampsiaとされ、その直訳は「子癇前症」になり、ときおりその訳語が内科領域などで使用されることがある。しかし、2005年に日本産科婦人科学会で正式に採択された妊娠高血圧症候群の定義分類では、「子癇前症」の呼称は「子癇の切迫した症状」と混同される可能性があるとの理由から敢えて用いず、「妊娠高血圧腎症」との病名が選択された。なお、もともと高血圧を持っていた妊婦が妊娠中に蛋白尿を伴った場合や、腎疾患にて蛋白尿を持っていた妊婦が妊娠中に高血圧を伴う場合を合わせて「加重型妊娠高血圧腎症（preeclampsia superimposed chronic hypertension and/or renal diseases)」と言い、やはり子癇発生リスクが高い状態と考えられる。

## 病因
子癇の発症機序として、「脳血流自動調節能の破綻に伴う高血圧性脳症様痙攣発作」説が有力となっている。すなわち、脳循環には脳血管周囲交感神経による血管収縮を介した脳血流自動調節能が存在し、脳血流の恒常性が維持されている。通常この調節機構は平均血圧が60～150mmHgの間で作動するが、妊娠高血圧症候群では、血管内皮細胞の機能障害によって脳血流自動調節能の上限が低下している。調節可能な平均血圧域を超えると、脳血管拡張、脳血流増加、内皮細胞障害、血液成分血管外漏出などにより血管原性浮腫を起こし、高血圧性脳症の病態となる。結果、脳が局所的に浮腫を起こし、痙攣や意識障害、視野障害をもたらすと考えられている。なお、同様の機序として肝臓の動脈が攣縮した場合がHELLP症候群であると考えられている。症状だけからは、妊娠中に発生した脳卒中との区別は難しいことがある。
妊娠高血圧腎症は妊娠初期から中期にかけての期間、血管内皮増殖因子や胎盤増殖因子に対する抑制因子の存在により胎盤形成過程に障害がおこることが主要病因とされており、その他、母体の高血圧性素因やインスリン感受性の異常なども病態形成に重要な役割を果たすとされている。それらの原因により母体全身の血管内皮細胞の機能が障害され、プロスタサイクリンやNO産生障害、アンギオテンシンIIへの感受性亢進、などの結果末梢血管が収縮し、弾力が低下して高血圧を生じる。また、血液凝固線溶系異常なども起こり、DICを起こしやすい状態となる。
ほかのリスク因子として初産、妊娠高血圧腎症の既往、多胎、高齢（35歳以上）・若年（18歳以下）などがある。

## 症状
- 前駆症状

頭痛、視覚障害、左上腹部痛、心窩部痛などがみられることもある。
- 症状

基本的には痙攣発作と意識消失である。あえて典型例を示すのなら、
- - 誘導期：意識消失、瞳孔散大、対光反射消失、眼筋痙攣、顔面痙攣
  - 強直性痙攣：痙攣が全身に広がる、後弓反射、呼吸停止、これらは10秒程度続く。
  - 間代性痙攣：間歇的痙攣、瞳孔散大、チアノーゼ、これらが1分程度続く。
  - 昏睡期：痙攣発作やチアノーゼはおさまるが、顔面浮腫、いびきを伴う昏睡

## 疫学
妊娠高血圧症候群患者の約1％にみられる。妊娠子癇が50％、分娩子癇と産褥子癇が50％程度である。先進国においては、分娩全体の0.05%に起こる。貧困層あるいは発展途上国ではさらに高い。子癇発作は未治療で放置すれば反復しやすい（重責発作）。反復することにより脳浮腫をきたし、致死的となる。途上国に於いては子癇による死亡率は高い。

## 鑑別疾患
妊婦の意識障害を起こす疾患を以下に列記する。
- 子癇
- 脳血管障害：脳出血、くも膜下出血、脳梗塞、動脈瘤など
- 脳腫瘍
- 代謝異常、糖尿病
- 尿毒症、肝不全
- てんかん
- 外傷
- 中毒

意識障害からの回復がおそい、麻痺などの神経学的な所見があるといった場合、子癇以外を考えるべきである。しかし、これらの疾患には子癇に続発して起きるものもあり、何より救命を優先して治療すべきである。治療の項に述べるように、本症は暗室にて絶対安静が必要であり、十分な痙攣発作再発予防策を取った上で動かすことが可能になるまではCTスキャンなどの方策は採りがたい。

## 合併症
- 肺水腫
- 誤嚥性肺炎
- 常位胎盤早期剥離
- 心不全

### 脳血管疾患
妊娠中の脳出血はまれな疾患であるが、その多くの割合が子癇に続発するものである。アメリカにおける疫学調査では、全妊娠中で脳出血を起こす危険度は10万対で7.1(=0.0071%)であるが、その3～4割が子癇や妊娠高血圧腎症に続発するものであり、オッズ比で言えば10倍にもなる。フランス、タイ等の疫学調査の結果も同様であった。
また、妊娠中の脳梗塞の発生率は10万対で4.3だが、その4割もやはり子癇や妊娠高血圧腎症に続発するものである。また一過性盲が見られ、一過性脳虚血発作も起きているものと考えられる。
従って、子癇と診断された患者に後になって脳出血が発見されたとしても、それのみを以って誤診と決め付けることはできない。こうしたことから、
- マグネシウムに反応しない
- 意識障害が遷延する
- 巣症状を認める

などの症状を呈した患者にはCT撮影を推奨した研究もある。

しかし疫学の節で述べた子癇の発生率から逆に計算すれば、子癇発作の中でも脳出血に発展する確率は1%にも満たない。前述の通り、子癇発作の直後は体動や光などわずかな刺激で再度の痙攣発作を誘発し、生命に関わる。そのため子癇の状況で、特別脳出血を疑う所見がない限り頭部CTなどは原則として撮ることはない。

## 治療
子癇の治療の目標としては、痙攣の制御、低酸素血症の補正、高血圧の管理、分娩の管理である。
- 抗痙攣薬：硫酸マグネシウム[9]、フェニトイン、ジアゼパム、フェノバルビタール[10]などを緩徐に静注する。
- 舌損傷の予防：バイトブロック挿入、患者をひとりにしない。
- 気道確保、酸素投与
- 降圧薬：ヒドララジン、ラベタロールなど
- 輸液管理：尿道カテーテルを挿入し、尿量をみる。乏尿では観血的血圧測定の適応となる。

## 社会とのかかわり
子癇と脳血管障害に関連した症例で、社会問題となったものがある。たとえば大淀病院事件である。